# Николай Хадзиниколау
Николай (на гръцки: Νικόλαος, Николаос) е гръцки духовник, митрополит на Църквата на Гърция.

## Биография
Роден е в 1954 година в Солун със светската фамилия Хадзиниколау (Χατζηνικολάου). Завършва физика в Солунския университет в 1972 година. След като отбива военната си служба, продължава докторантура в астрофизика в Харвардския университет. Работи като изследовател в различни болници и в НАСА.
Учи богословие в Богословското училище на Светия кръст в Бостън. Става доктор по богословие в областта на биоетиката и трансплантациите на Солунския университет. В 1990 година е ръкоположен за дякон и презвитер. На 26 април 2004 година е избран за митрополит на Месогейска и Лавреотикийска епархия и на 30 април е ръкоположен в атинската катедрала.